# Suhajl ibn Amr
Suhajl ibn Amr (arabsko سهيل بن عمرو), znan tudi kot Abu Jazid, je bil sodobnik islamskega preroka Mohameda in pomemben voditelj plemena Kurejš v Meki. Bil je moder in zgovoren mož in predstavnik svojega plemena, čigar mnenje je imelo med plemeni veliko težo. Bil je posrednik pri sklenitvi slavnega Hudajbijskega mirovnega sporazuma Kurejšev s prerokom Mohamedom leta 628.

## Biografija
Suhajl je bil iz klana Banu Abd Šams in zato Mohamedov sorodnik, vendar je bil pred spreobrnitvijo v islam prerokov nasprotnik. Med Mohamedovim poskusom romanja v Meko je bil kot predstavnik sovražnih poganskih Kurejšev poslan v Hudajbijo, da bi se pogajal o pogojih njihovega  vstopa v Meko. 
Mohamed se je leta 628 na čelu velikega števila moških, oblečenih v romarje, vendar popolnoma oboroženih, odpravil proti svojemu rodnemu mestu z uradnim namenom, da se udeleži obreda umra, ki je potekal meseca radžaba. 
Suhajl je s svojimi velikimi diplomatskimi sposobnostmi uspel prepričati Mohameda, da se je odrekel romanju in podpisal znameniti Hudajbijski mirovni sporazum in se s tem izognil izbruhu krvave državljanske vojne. Romanje muslimanov je bilo prestavljeno na naslednje leto in romarji so se vrnili v Medino. 
Po zavzetju Meke leta 630 naj bi Suhajl sprejel islamsko vero. Ali je to storil iz prepričanja ali pod prisilo, ni znano. Na politično prizorišče se je vrnil v dramatičnih trenutkih po Mohamedovi smrti leta 632, da bi s svojimi odličnimi govorniškimi sposobnostmi prepričeval psihološko omahujoče vernike, šokirane zaradi prerokove smrti. 
Sodeloval je v bitki pri Jarmuku proti Bizantincem v Siriji. Po arabsko-islamski osvojitvi regije Bilad al-Šam se je odločil ostati s svojo družino v Bilad al-Šamu, namesto da bi se vrnil v Meko.
Umrl je za kugo leta 639 v mestecu Amvas (Emaus) blizu Jeruzalema. Kmalu za njim je za kugo umrl tudi njegov sin Abu Džandal. 